# Homoneura nigriflua
Homoneura nigriflua är en tvåvingeart som beskrevs av Malloch 1929. Homoneura nigriflua ingår i släktet Homoneura och familjen lövflugor. Inga underarter finns listade i Catalogue of Life.